# Puerto de Sotogrande

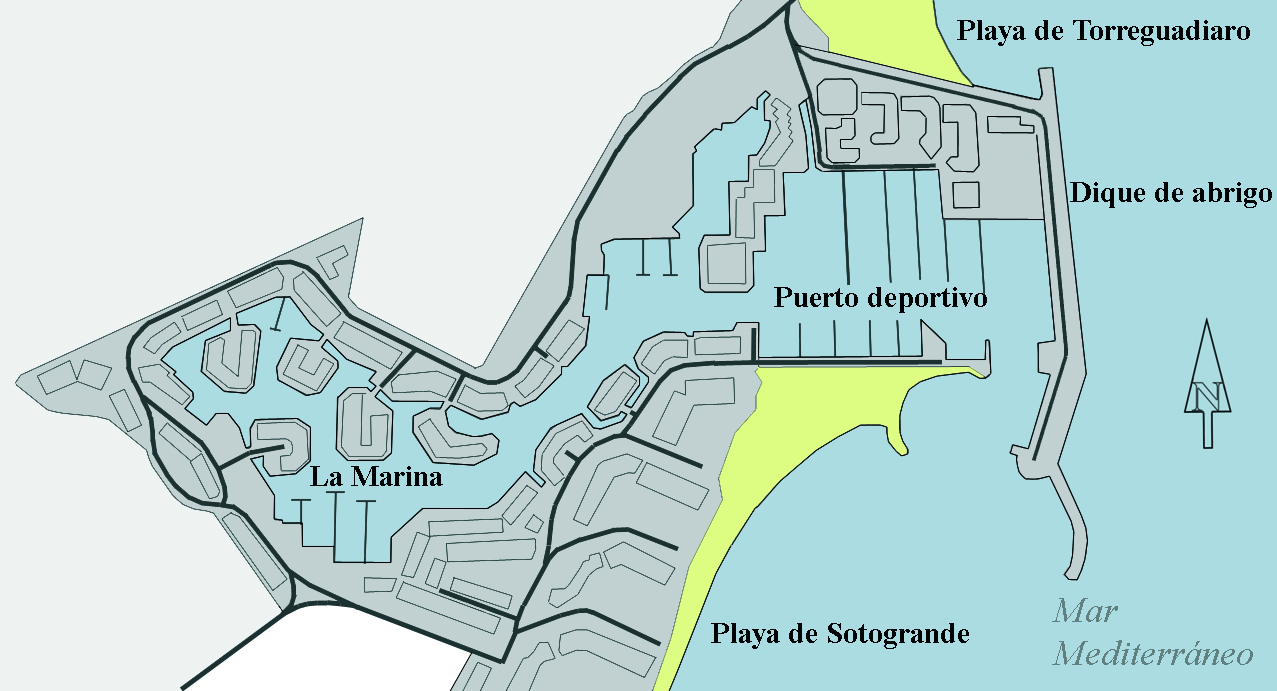
Puerto de Sotogrande.

El Puerto Sotogrande es un puerto deportivo situado en la costa mediterránea de la provincia de Cádiz, dentro del término municipal de San Roque (Cádiz) en la pedanía de Sotogrande, en Andalucía (España).
El puerto cuenta con todo tipo de servicios, hoteles, restaurantes, tiendas, supermercado, gimnasio, centros de belleza, entre otras instalaciones dispone de un gran número de atraques, varadero, helipuerto y una escuela de vela y el Real Club Marítimo Sotogrande. Dispone de 1380 Atraques, desde 8 a 50 metros, distribuidos entre el Puerto y la nueva Marina de Sotogrande
El Puerto de Sotogrande dispone de los siguientes servicios portuarios:  
Tienda de Efectos Náuticos, 
Varadero con Travel-lift, hasta 200 Tn y 35 m de eslora. 
Servicios de carpintería naval,  chorreo con arena, electricidad y electrónica naval , mecánica naval, pintura, soldadura. 

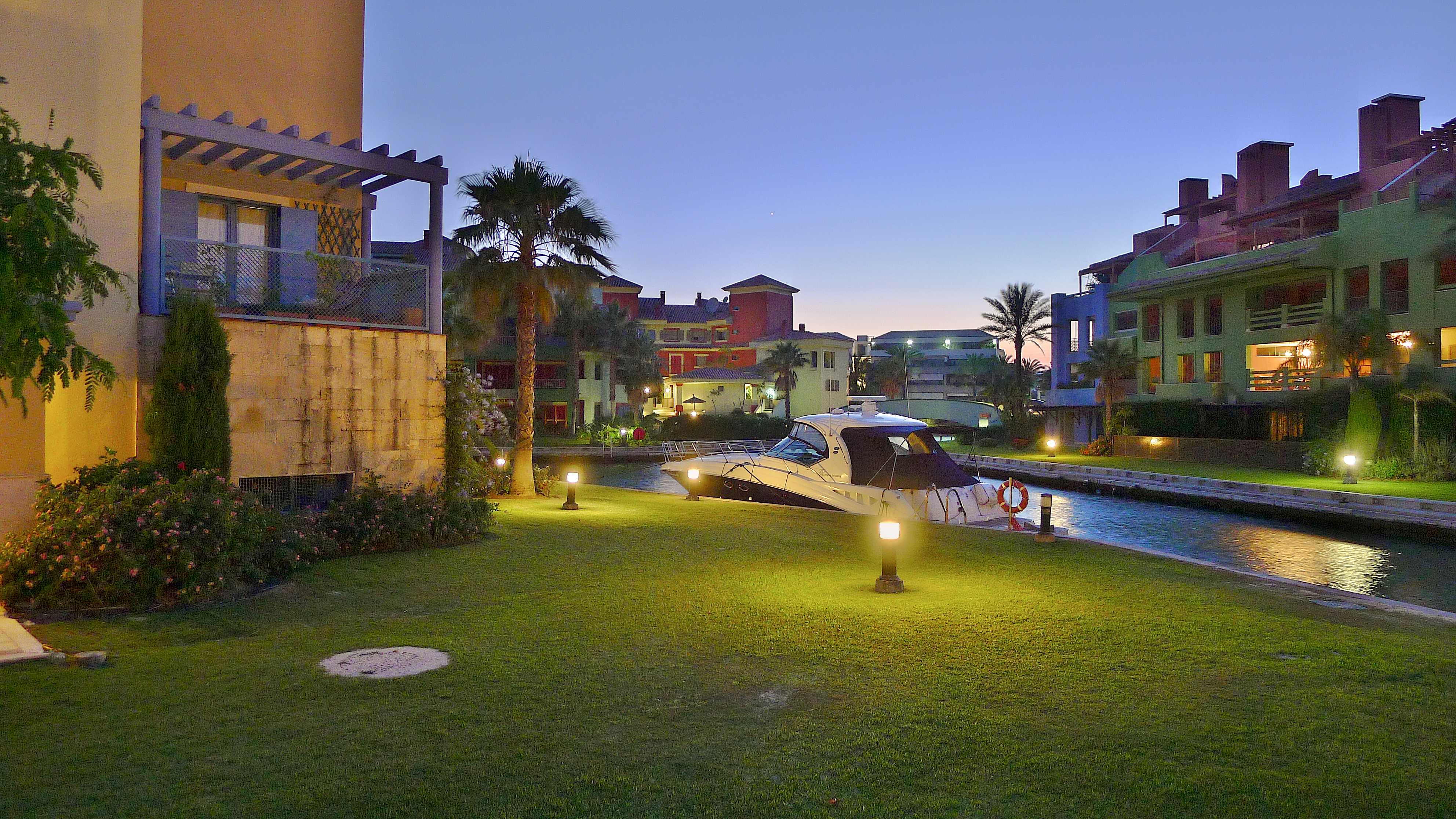
Marina de Sotogrande

Estaciones de carburante  (Gasolina  y  GasOil)  /  Vigilancia  (24  horas)

## Características

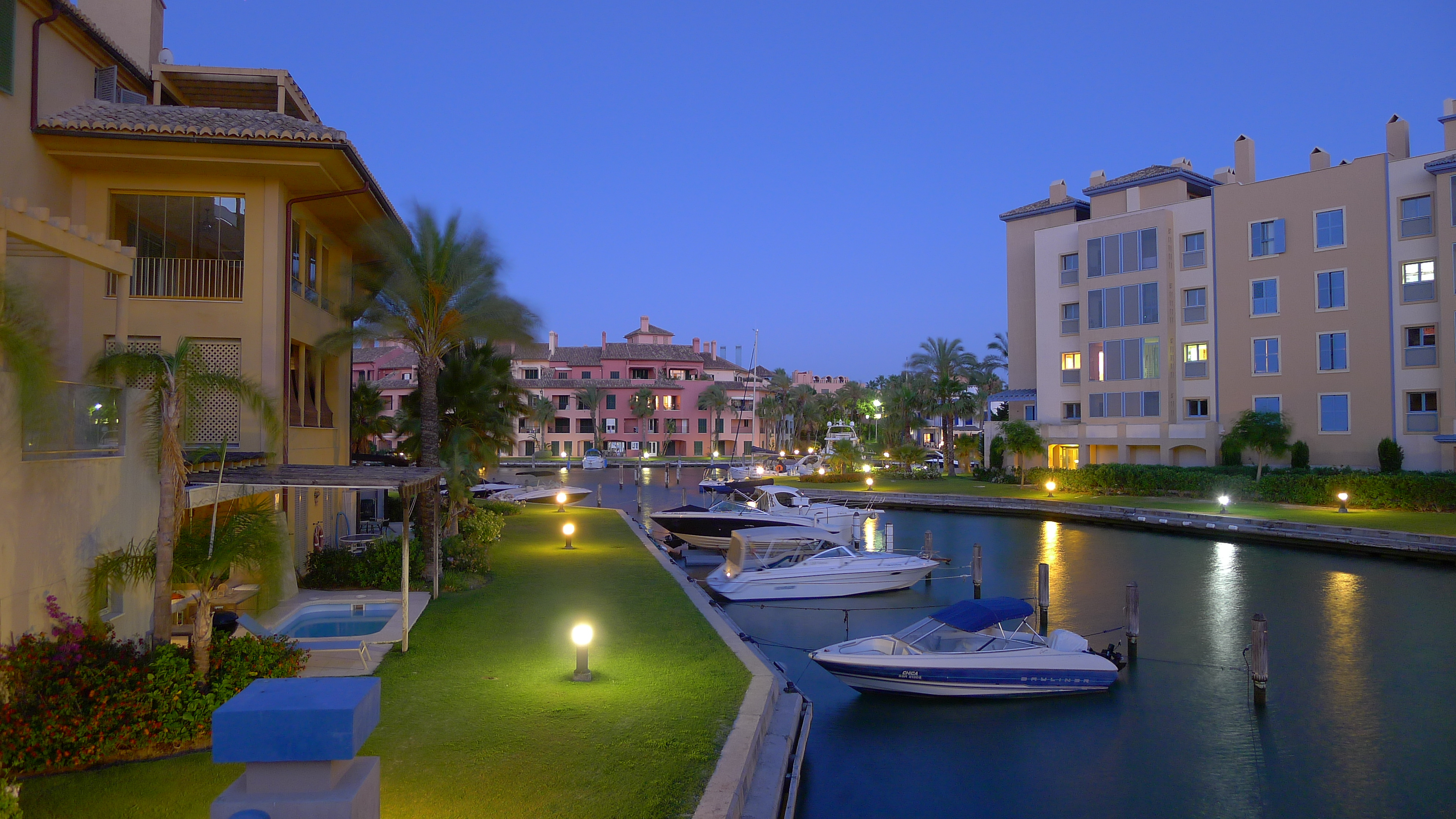

- Latitud: 36º 17’ 24" N
- Longitud: 05º 16’ 10" W
- Amarres: 1382
- Eslora max.: 50 m
- Calado: 3/5 m
- Radio: VHF Canal 9